# Municipio de Eureka (Míchigan)
El municipio de Eureka (en inglés: Eureka Township) es un municipio ubicado en el condado de Montcalm en el estado estadounidense de Míchigan. En 2010 tenía una población de 3959 habitantes y una densidad poblacional de 51,71 personas por km².

## Geografía
El municipio de Eureka se encuentra ubicado en las coordenadas 43°9′13″N 85°15′24″O / 43.15361, -85.25667. Según la Oficina del Censo de los Estados Unidos, el municipio tiene una superficie total de 76.56 km², de la cual 74,4 km² corresponden a tierra firme y (2,82 %) 2,16 km² es agua.

## Demografía
Según el censo de 2010, había 3959 personas residiendo en el municipio de Eureka. La densidad de población era de 51,71 hab./km². De los 3959 habitantes, el municipio de Eureka estaba compuesto por el 93,84 % blancos, el 0,53 % eran afroamericanos, el 0,48 % eran amerindios, el 0,51 % eran asiáticos, el 2,93 % eran de otras razas y el 1,72 % eran de una mezcla de razas. Del total de la población el 5,96 % eran hispanos o latinos de cualquier raza.